# ميناء منتبذ
ميناء منتبذ (بالإنجليزية: Ectopic enamel)‏ هو اضطراب في شكل الأسنان، بحيث يكون مينا الأسنان موجودًا في موقع غير اعتيادي، مثل جذر الأسنان.